# Districte de Bressuire
El Districte de Bressuire és un dels tres districtes del departament francès de Deux-Sèvres, a la regió de la Nova Aquitània. Té 7 cantons i 62 municipis. El cap del districte és la sotsprefectura de Bressuire.

## Cantons
cantó d'Argenton-les-Vallées - cantó de Bressuire - cantó de Cerizay - cantó de Mauléon - cantó de Saint-Varent - cantó de Thouars-1 - cantó de Thouars-2